# Листяні ліси Тимору та Ветару
Листяні ліси Тимору та Ветару (ідентифікатор WWF: AA0204) — австралазійський екорегіон тропічних та субтропічних сухих широколистяних лісів, розташований на Малих Зондських островах.

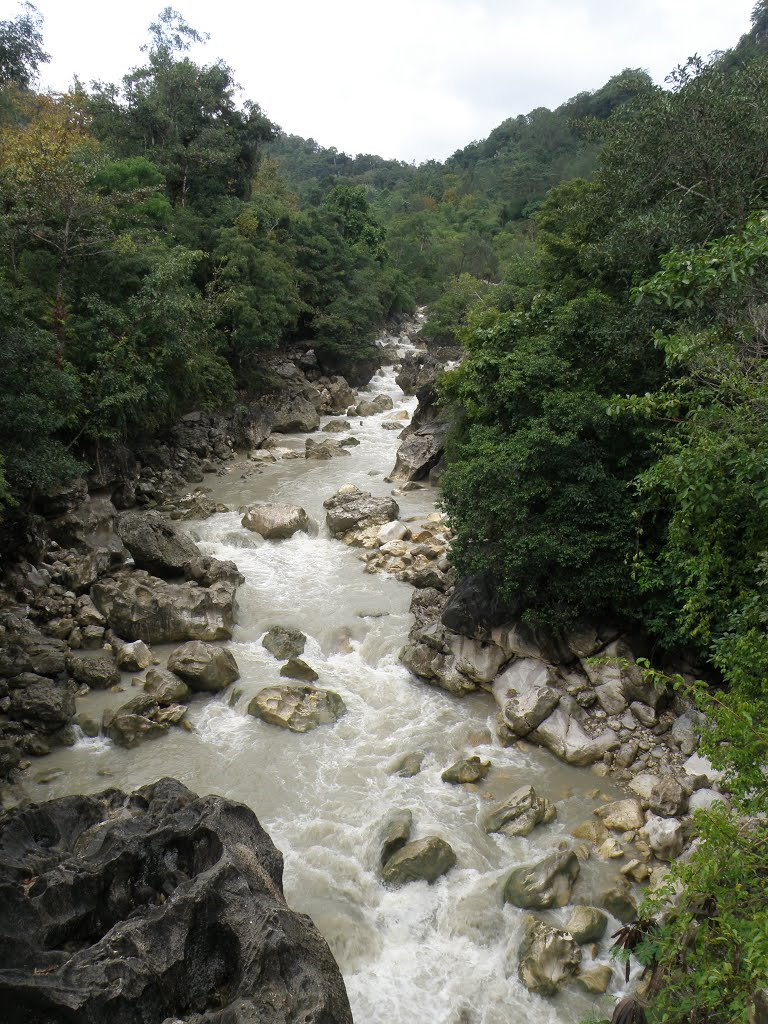
Річка Лойхуно у Східному Тиморі

## Географія
Екорегіон листяних лісів Тимору та Ветару охоплює острів Тимор площею 30 777 км², найбільший острів в архіпелазі Малих Зондських островів, а також острови Ветар, Ліран і Атауро, розташовані на північний схід від нього, та острови Саву, Семау і Роте, розташовані на південний схід від Тимору. З півдня Тимор омивається Тиморським морем, а з заходу — морем Саву. Острови екорегіону є частиною біогеографічного регіону Воллесії, флора і фауна якого характеризуються поєднанням азійських та австралійських елементів, а також включає багато ендемічних видів, які еволюціонували в ізоляції.
Геологія островів являє собою поєднання внутрішніх і зовнішніх вулканічних острівних дуг: Ветар належить до внутрішньої дуги, а Тимор —до зовнішньої дуги. Острови внутрішньої Зондської дуги утворилися внаслідок субдукції Індо-Австралійської плити під Зондську плиту. Більшість островів внутрішньої дуги, за винятком Ветару, є молодими вулканічними островами, які здебільшого складаються з четвертинних та третинних вулканічних та осадових порід. Натомість Тимор є фрагментом австралійської континентальної кори, який відокремився від Австралії менше 4 мільйонів років. Його основу складають метаморфічні породи фундаменту, перекриті осадовими породами, що сформувалися з піднятих коралових рифів.
Острови регіону мають переважно гористий рельєф. Найвищою вершиною Тимору є гора Татамайлау заввишки 2986 м, а найвищою вершиною Ветару — гора Арнау заввишки 1412 м.
Адміністративно острів Тимор поділений між Східним Тимором — незалежною державою, яка займає східну частину острова, та Індонезією, яка володіє західною частиною острова. Західний Тимор та острови Роте і Саву є частиною провінції Східна Нуса-Тенгара, а Ветар — провінції Малуку.

## Клімат
На більшій частині екорегіону переважає саванний клімат (Aw за класифікацією кліматів Кеппена), а в горах Тимору — мусонний клімат (Am за класифікацією Кеппена) або високогірний субтропічний клімат (Cwb за класифікацією Кеппена). Острови регіону лежать у дощовій тіні Австралії та є одними з найпосушливіших в Індонезії. Опади носять яскраво виражений сезонний характер, а період з квітня по листопад є найбільш посушливим в році. На навітряних південних сторонах островів середньорічна кількість опадів може перевищувати 2000 мм. Сухий сезон, коли протягом місяця випадає менше 100 мм опадів, тут триває від двох до чотирьох місяців. Підвітряні північні сторони островів набагато сухіші. Тут середньорічна кількість опадів становить менше 1000 мм, а сухий сезон може тривати дев'ять місяців або більше. Південні схили деяких гір, розташованих на висоті понад 900 м над рівнем моря, є вологими протягом всього року.

## Флора
В межах екорегіону зустрічаються різноманітні лісові угруповання, зокрема сухі листяні ліси, сухі вічнозелені ліси та колючі чагарникові ліси, розподіл яких залежить від кількості опадів, висоти над рівнем моря та ґрунтів. На більшій частині регіону переважають листяні та чагарникові ліси, дерева в яких скидають листя під час сухого сезону, однак на південних схилах Тимору, які залишаються вологими протягом сухого сезону завдяки південно-східним пасатам, зустрічаються вічнозелені та напіввічнозелені дощові ліси. 
Серед дерев, що зустрічаються у мусонних лісах Тимору, слід відзначити індійський птерокарпус (Pterocarpus indicus), смердючу стеркулію (Sterculia foetida) та калофіллум Тейсманна (Calophyllum teysmannii). В цих лісах також зустрічаються тиморські евкаліпти (Eucalyptus urophylla), свічкові горіхи (Aleurites moluccanus) та білі сандали (Santalum album), які мають важливе економічне значення, однак внаслідок надмірної експлуатації перебувають під загрозою зникнення. В підліску мусонних лісів Тимору поширені чагарники з родин Вербенові (Verbenaceae), Маренові (Rubiaceae) та Молочаєві (Euphorbiaceae), трав'янисті рослини з родини Акантові (Acanthaceae), пальмові такки (Tacca palmata), грибні корені (Balanophora fungosa) та білі коричникові орхідеї (Corymborkis veratrifolia).
Також в низинах екорегіону зустрічаються чотири типи саван: пальмові савани, у яких домінують пальмірові пальми (Borassus flabellifer), евкаліптові савани, у яких домінують білі евкаліпти (Eucalyptus alba), акацієві савани, у яких домінують різноманітні акації (Acacia spp.), та казуаринові савани, у яких домінують зондські казуарини (Casuarina junghuhniana). Серед інших рослинних угруповань екорегіону слід відзначити прибережні луки та чагарники.
На Тиморі й Ветарі залишилося набагато первинних лісів, а більшість лісів на цих островах є вторинними. Регулярні пожежі, які навмисне розпалювалися місцевими жителями, що вели підсічно-вогневе землеробство, а також надмірний випас кіз та іншої худоби призвели до деградації значної частини лісів, які перетворилися на антропогенні луки та чагарники, серед яких зустрічається багато інвазивних видів.

## Фауна
В межах екорегіону зустрічається 38 видів ссавців, зокрема макаки-крабоїди (Macaca fascicularis), хатні сункуси (Suncus murinus), яванські білозубки (Crocidura maxi), зондські крилани (Acerodon mackloti) та низка інших кажанів та криланів. Ендеміками екорегіону є тиморські пацюки (Rattus timorensis), тиморські білозубки (Crocidura tenuis), тиморські підковики (Rhinolophus montanus) та тиморські листоноси (Hipposideros crumeniferus). На Тиморі були інтродуковані пухнасті кускуси — сумчасті ссавці, що походять з Нової Гвінеї, та яванські замбари (Rusa timorensis) — олені, що походять з Яви.
Орнітофауна екорегіону нараховує близько 230 видів птахів, серед яких слід відзначити зелену курку (Gallus varius), рожевоголового пінона (Ducula rosacea), острівну горлицю (Streptopelia bitorquata), зондську зозулю (Cuculus lepidus), австралійську кукавку (Cacomantis variolosus), королівського шуліку (Haliastur indus), молуцького боривітра (Falco moluccensis), австралійську сову-голконога (Ninox boobook), короткочубого какаду (Cacatua sulphurea), червоноголового лоріто (Geoffroyus geoffroyi), рогодзьобого медівника (Philemon buceroides), білокрилого оругеро (Lalage sueurii) та індонезійського квічаля (Zoothera andromedae).
Ендеміками екорегіону є темні голуби (Turacoena modesta), ветарські горлиці (Macropygia magna), ветарські голуби (Pampusana hoedtii), тиморські вінаго (Treron psittaceus), тиморські пінони (Ducula cineracea), тиморські дрімлюги (Caprimulgus ritae), ветарські сплюшки (Otus tempestatis), тиморські сови-голконоги (Ninox fusca), тиморські папуги-червонокрили (Aprosmictus jonquillaceus), тиморські лорікети (Saudareos iris), тиморські медолюби (Territornis reticulata), тиморські медовички (Myzomela vulnerata), ветарські медовички (Myzomela kuehni), тиморські медовці (Lichmera flavicans), ветарські медовці (Lichmera notabilis), тиморські медівники (Philemon inornatus), білочереві ріроріро (Gerygone inornata), тиморські свистуни (Pachycephala orpheus), оливковоголові вивільги (Oriolus melanotis), ветарські вивільги (Oriolus finschi), тиморські телюги (Sphecotheres viridis), ветарські телюги (Sphecotheres hypoleucus), тиморії (Cincloramphus bivittatus), строкатогруді гелеї (Heleia muelleri), білогорлі вівчарики (Phylloscopus presbytes), роутські вівчарики (Phylloscopus rotiensis), гіацинтові нільтави (Eumyias hyacinthinus), тиморські мухоловки (Ficedula timorensis), тиморські трав'янки (Saxicola gutturalis) та тиморські рисівки (Padda fuscata).
Майже ендемічними представниками екорегіону, які також зустрічаються на сусідніх островах, є тиморські горлиці (Geopelia maugeus), чорнокрилі тілопо  (Ptilinopus cinctus), рожевоголові пінони (Ducula rosacea), малосундайські салангани (Collocalia neglecta), тиморські альціони (Todiramphus australasia), оливкові лорікети (Trichoglossus euteles), золотоволі лорікети (Trichoglossus capistratus), плямистоволі медовці (Lichmera squamata), сріблисті шикачики (Coracina personata), середні дронго (Dicrurus densus), тиморські квічалі (Geokichla peronii), чорноспинні квіткоїди (Dicaeum maugei), темно-сірі квіткоїди (Dicaeum sanguinolentum), помаранчевогруді маріки (Cinnyris solaris), тиморські очеретянки-куцохвости (Urosphena subulata), бліді мунії (Lonchura pallida), темноголові мунії (Lonchura quinticolor) та тиморські папужники (Erythrura tricolor)

## Збереження
Оцінка 2017 року показала, що 2245 км², або 7 % екорегіону, є заповідними територіями. Природоохоронні території включають: Національний парк Ніно-Коніс-Сантана та Національний парк Кай-Рала-Шанана-Гужмау в Східному Тиморі, а також Природний заповідник гори Мутіс в Індонезії.